# Distretto di Aïn Boucif
Il distretto di Aïn Boucif è un distretto della Provincia di Médéa, in Algeria.

## Comuni
Il distretto di Aïn Boucif comprende 5 comuni:
- Aïn Boucif
- El Ouinet
- Kef Lakhdar
- Ouled Maaref
- Sidi Damed